# Yo soy el que soy

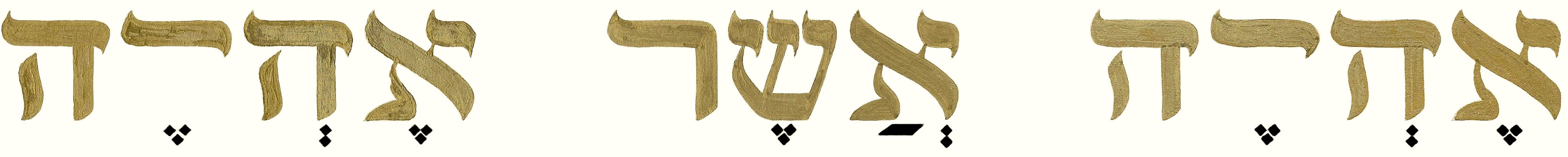
El texto hebreo en niqqud.

Yo soy el que soy (en hebreo; אהיה אשר אהיה, Ehye ’ăšer ’ehye (escuchar)ⓘ) es la respuesta de Dios a Moisés cuando le pregunta su nombre. El relato se encuentra en el Éxodo, segundo libro de la Biblia, en el que se narra la liberación del pueblo hebreo esclavizado por los egipcios.

Y dijo Moisés á Dios (Elohim): He aquí que llego yo á los hijos de Israel, y les digo, El Dios (Elohy) de vuestros padres me ha enviado á vosotros; si ellos me preguntaren: ¿Cuál es su nombre? ¿qué les responderé?

Y respondió Dios á Moisés: Yo soy el que soy. Y dijo: Así dirás a los hijos de Israel: Yo soy me ha enviado a vosotros.

Y dijo más Dios a Moisés: Así dirás á los hijos de Israel: Jehová (Yahveh), el Dios (Elohy) de vuestros padres, el Dios de Abraham, Dios de Isaac y Dios de Jacob, me ha enviado á vosotros. Este es mi nombre para siempre, este es mi memorial por todos los siglos.
Casiodoro de Reina; Cipriano de Valera (1909). «Éxodo 3, 13-15». Biblia, versión Reina-Valera (Wikisource).

## Interpretación
Yo soy el que soy (en hebreo;אהיה אשר אהיה, Ehye ’ăšer ’ehye (escuchar)ⓘ) es la más común traducción en español de la respuesta que Dios usó en el Tanaj (Antiguo Testamento), cuando Moisés le preguntó por su nombre. Es uno de los versos más famosos de la Torá. Lhiyot, לִהיוֹת significa «ser» o «estar» en hebreo; «Ehyeh» es la forma imperfecta singular de la primera persona en tiempo futuro, porque el tiempo presente en hebreo está implícito. Ehyeh Asher Ehyeh literalmente se traduce como «Yo Seré El Que Seré», con las consiguientes implicaciones teológicas y místicas de la tradición judía. Sin embargo, en la mayoría de las Biblias en español, en particular, la versión Reina-Valera, la frase se traduce como «Yo Soy el que Soy».
Ehyeh-Asher-Ehyeh (a menudo contraído como Yo soy) es uno de los Siete nombres de Dios que tuvieron un cuidado especial por la tradición judía medieval. La frase también se encuentra en otra literatura religiosa del mundo, que se utiliza para describir el Ser Supremo, en general, refiriéndose de nuevo a su uso en el Éxodo. La palabra Ehyeh es considerada por muchos estudiosos rabínicos como una derivación en primera persona del Tetragrámaton.

## En el judaísmo

### Biblia hebrea
La palabra Ehyeh se utiliza un total de 43 lugares en la Biblia hebrea, donde a menudo se traduce como «Yo seré», como es el caso de su primera aparición, en Génesis 26:3; o «Yo estaré», como es el caso de su aparición final en Zacarías 8:8. Utilizada por Dios para identificarse en la zarza ardiente, la importancia dada a la frase, tal como es, se deriva de la concepción hebrea del monoteísmo que Dios, como la representación de la realidad última, existe por consigo mismo por sí mismo, es el Creador no creado, independiente de cualquier concepto, fuerza o entidad; por lo tanto, «Yo soy el que soy» (que continúa).
Algunos estudiosos afirman que el propio Tetragrámaton se deriva de la misma raíz verbal, siguiendo una interpretación rabínica de Éxodo 3:14, pero otros responden que simplemente puede parecer similar a la destinada a Dios, como el Salmo 119 y las palabras hebreas shoqed (viendo) y shaqed (apresuro), que se encuentran en Jeremías 1:11-12. Ya sea el Santo Nombre (escrito como YHWH) se deriva de Ehyeh o si los dos son conceptos individuales, es un tema de debate entre los historiadores y teólogos.
En apariencia, es posible hacer que YHWH (יהוה) como una tercera persona singular de la forma imperfecta arcaica del verbo hayah (אהיה) significando «para ser», por lo tanto, «Él es». Es notablemente distinto de la raíz El, que puede ser utilizada como un simple sustantivo para referirse al Creador en general, como Elohim, lo que significa simplemente «Dios» (o dioses). Esta interpretación está de acuerdo con el significado del nombre dado en Éxodo 3:14, donde Dios está hablando, y por lo tanto, haciendo uso de la primera persona: ehyeh «Yo soy». Otros estudiosos consideran que la raíz triconsonántica de hawah (הוה}) como un origen más probable del nombre de Yahweh (יהוה).

### Judaísmo intertestamentario
En la literatura griega helenística de la diáspora judía la frase Ehyeh asher ehyeh se tradujo al griego como Egō eimi ho ōn, « Ἐγώ εἰμι ὁ ὤν»,  «Yo soy el ser».
- Éxodo 3:14 (Septuaginta): «Y Dios dijo a Moisés: Yo soy EL QUE ES (ho ōn): y él dijo: Así dirás a los hijos de Israel, EL QUE ES (ho ōn) me ha enviado a vosotros».[3]
- Filón de Alejandría (Vida de Moisés, Vol. 1 :75). «Y Dios dijo, ‹Al principio, les dirá: Yo soy (egō eimi) El SER›, (ho ōn, nominativo de ontos) que, cuando ellos han aprendido que hay una diferencia entre El SER (ontos, genitivo de ho ōn) y que-que-no-es (mee ontos), que pueden ser enseñados, además, que no hay ningún nombre sea lo que correctamente se pueden asignar a Mí (ep' emou kuriologeitai), a quien (hoi) solamente (monoï) pertenece (prosesti) la existencia (to einai)».[4][5]
- ho Ōn, «El que es» (I 75),
- to Ōn, «el Ser que es» (II 67),
- tou Ontos, «de Aquel que es» (II 99)
- tou Ontos, «del Auto-Existente» (II 132)
- to Ōn, «el Auto-Existente» (II 161)[6]

### Nuevo Testamento
Este uso también se encuentra en el Nuevo Testamento:
- Apocalipsis 1:8. «Yo soy el Alfa y la Omega, principio y fin, dice el Señor Dios, el que ES (ho ōn) y que ERA (ho ēn) y que ha de venir (ho erchomenos), el Todopoderoso (ho pantokrator)».[7]
- Apocalipsis 4:8. «[...] Santo, santo, santo es el Señor Dios Todopoderoso, el que ERA (ho ēn), el que ES (ho ōn), y el que ha de venir (ho erchomenos)».

### Interpretación cabalista
En la tradición de la cabalá se ha considerado durante mucho tiempo que la Torá contiene información esotérica. La respuesta dada por Dios es considerada significativa por muchos cabalistas, porque se la considera como una indicación de la naturaleza divina del nombre de Dios, una idea central en la Cabalá (y en menor grado del judaísmo en general).

## En la Iglesia católica
La interpretación de la Iglesia católica se ha resumido en el Catecismo de la Iglesia católica. La interpretación se encuentra en los números 203-213.
Algunos de los puntos más destacados son los siguientes:
203
Dios se reveló a su pueblo Israel dándole a conocer su Nombre. El nombre expresa la esencia, la identidad de la persona y el sentido de su vida. Dios tiene un nombre. No es una fuerza anónima. Comunicar su nombre es darse a conocer a los otros. Es, en cierta manera, comunicarse a sí mismo haciéndose accesible, capaz de ser más íntimamente conocido y de ser invocado personalmente.
206
Al revelar su nombre misterioso de YHVH, «Yo soy el que es» o «Yo soy el que soy» o también «Yo soy el que Yo soy», Dios dice quién es y con qué nombre se le debe llamar. Este Nombre Divino es misterioso como Dios es Misterio. Es a la vez un Nombre revelado y como el rechazo de un nombre propio, y por esto mismo expresa mejor a Dios como lo que Él es, infinitamente por encima de todo lo que podemos comprender o decir: es el «Dios escondido» (Is 45,15), su Nombre es inefable (cf. Jc 13,18), y es el Dios que se acerca a los hombres.
207
Al revelar su nombre, Dios revela, al mismo tiempo, su fidelidad que es de siempre y para siempre [...].
211
El Nombre divino «Yo soy» o «Él es» expresa la fidelidad de Dios que, a pesar de la infidelidad del pecado de los hombres y del castigo que merece, «mantiene su amor por mil generaciones» (Ex 34,7). Dios revela que es «rico en misericordia» (Ef 2,4) llegando hasta dar su propio Hijo. Jesús, dando su vida para librarnos del pecado, revelará que Él mismo lleva el Nombre divino: «Cuando hayáis levantado al Hijo del hombre, entonces sabréis que Yo soy» (Jn 8,28).
213
Por tanto, la revelación del Nombre inefable «Yo soy el que soy» contiene la verdad de que sólo Dios ES. En este mismo sentido, ya la traducción de los Setenta y, siguiéndola, la Tradición de la Iglesia han entendido el Nombre divino: Dios es la plenitud del Ser y de toda perfección, sin origen y sin fin. Mientras todas las criaturas han recibido de Él todo su ser y su poseer. Él solo es su ser mismo y es por sí mismo todo lo que es.

## Otras opiniones
Algunos grupos religiosos y teólogos consideran esta frase, o al menos el «Yo soy», como un nombre real de Dios, o en menor grado como el único nombre de Dios. Se puede encontrar en muchas listas de otros nombres comunes de Dios.
Como se mencionó anteriormente, en función de cómo se representa (un tema de mucho debate entre los historiadores), el nombre hebreo de Dios YHWH tiene cierta similitud con una forma arcaica de «Él es». En hebreo bíblico, ehyeh es la primera persona del singular imperfecto «ser». En otras religiones del mundo también la parte «YO SOY» es el nombre real de Dios.
La conceptualización de la omnipresencia del ser divino ha dado lugar a la consideración de la simplicidad. El concepto de perspectiva unificada del «Yo» combinado con la suposición de la omnipresencia crea una atmósfera en la que la unidad del ser y el yo divino se puede entender fácilmente.
Samuel Taylor Coleridge predicó gran parte del marco teórico de su Biographia Literaria en lo que él llama «el gran YO SOY» (es decir, Dios el Padre) y la «PALABRA filial [Cristo]» que «reafirmando la declaración de su padre» de eternidad a eternidad, cuyo eco coral es el Universo. «El argumento de Coleridge es que estas dos cosas juntas trabajan para crear las bases de todo significado, sobre todo significado poético y artístico».
El sabio de la India del Sur Ramana Maharshi menciona que en la escuela hindú Advaita Vedanta, de todas las definiciones de Dios, «ninguno está realmente tan bien expresada como la declaración bíblica ‹Yo soy el que soy›». Sostuvo que a pesar de escritura hindú contiene declaraciones similares en el Mahavakyas, estos no son tan directas como la que aparece en Éxodo. Sri Nisargadatta Maharaj sostiene el «Yo Soy» como una abstracción en la mente del Estado sin estado, del Absoluto, o la Realidad Suprema, llamada Parabrahman: es la conciencia pura, antes de los pensamientos, libre de percepciones, asociaciones, recuerdos. Parabrahman es a menudo considerado como un término afín para el Ser Supremo en el hinduismo.
Victor P. Hamilton sugiere «algunas traducciones legítimas»: «[...] (1) Yo soy el que soy; (2) Yo soy el que yo era; (3) Yo soy el que seré; (4) Yo era quien soy; (5) Yo era quien yo era; (6) Yo era quien seré; (7) Voy a ser quien soy; (8) Seré quién yo era; (9) Yo seré quien yo seré».